# دافور كوس
دافور كوس (بالكرواتية: Davor Kus) مواليد 21 يوليو 1978 في رييكا، جمهورية كرواتيا الاشتراكية، هو لاعب كرة سلة كرواتي. بدأ مسيرته الاحترافية في سنة 1996. يلعب في الدوري الكرواتي لكرة السلة الدرجة الأولى كلاعب هجوم خلفي. يبلغ طوله 6 قدم 3.75 بوصة (1.9 م). مثّل منتخب بلاده. شارك في دورة الألعاب الأولمبية الصيفية سنة 2008. اعتزل اللعب في 2015.

## المسيرة الاحترافية
لعب مع سيبونا من سنة 2000 إلى 2004، ثم لعب مع إيه إي كي في موسم 2004–2005، ثم لعب مع سيبونا من سنة 2005 إلى 2007، ثم لعب مع بالونكيستو مالقا في الدوري الإسباني في موسم 2007–2008، ثم لعب مع سيبونا في موسم 2008–2009، ثم لعب مع تريفيزو لكرة السلة في الدوري الإيطالي في موسم 2009–2010، ثم لعب مع بالونكيستو فوينلابرادا في الدوري الإسباني في موسم 2010–2011، ثم لعب مع سيبونا من سنة 2011 إلى 2015.

## روابط خارجية
- دافور كوس على موقع الاتحاد الدولي لكرة السلة (الإنجليزية)
- دافور كوس على موقع الدوري الأوروبي لكرة السلة (الإنجليزية)
- دافور كوس على موقع الدوري الإسباني لكرة السلة (الإسبانية)
- دافور كوس على موقع كرة السلة الأوروبية.كوم (الإنجليزية)
- دافور كوس على موقع ريلجم (الإنجليزية)
- دافور كوس على موقع بروبوليرز (الإنجليزية)
- دافور كوس على موقع سبورتس رفرنس (الإنجليزية)
- دافور كوس على موقع أوليمبيديا (الإنجليزية)